# Osm tygrů
Osm tygrů (čínsky v českém přepisu pa chu, pchin-jinem bā hǔ, znaky 八虎), někdy též gang osmi (čínsky v českém přepisu pa tang, pchin-jinem bā dǎng, znaky zjednodušené 八党, tradiční 八黨), byla skupina vlivných čínských eunuchů za vlády císaře Čeng-tea, v letech 1505–1521 panovníka čínské říše Ming. 
Mezi „osm tygrů“ patřili:
- Liou Ťin (刘瑾),
- Ku Ta-jung (谷大用),
- Čang Jung (張永/张永),
- Kao Feng (高凤/高鳳),
- Ma Jung-čcheng (马永成/馬永成),
- Wej Pin (魏彬),
- Čchiou Ťü (丘聚),
- Luo Siang (罗祥).[1]

Sloužili Čeng-temu v jeho dětství, když byl korunním princem, a poté co se roku 1505 ve čtrnácti letech stal císařem, byli jako jeho důvěrníci rychle povyšováni. Získali značný vliv. Největší moc měl Liou Ťin, v letech 1506–1510 fakticky stojící v čele vlády říše Ming. Roku 1510 se však ostatních sedm „tygrů“ postavilo proti němu, obvinilo ho z přípravy státního převratu a dosáhli jeho popravy.
Po smrti Čeng-tea roku 1521 a nástupu nového císaře Ťia-ťinga nová vláda v čele s velkým sekretářem Jang Tching-chem  „tygry“ neprodleně odvolala, vesměs skončili v exilu nebo vězení.